# Iglesia de San Salvador (Dubrovnik)
La Iglesia de San Salvador (en croata: Crkva sv. Spasa) es una pequeña iglesia votiva que pertenece a la Iglesia católica y está ubicada en la ciudad antigua de Dubrovnik, Croacia. Está dedicada a Jesucristo.
Forma parte del conjunto monumental que conforma la ciudad antigua de Dubrovnik, que fue declarado Patrimonio de la Humanidad en 1979.

## Historia

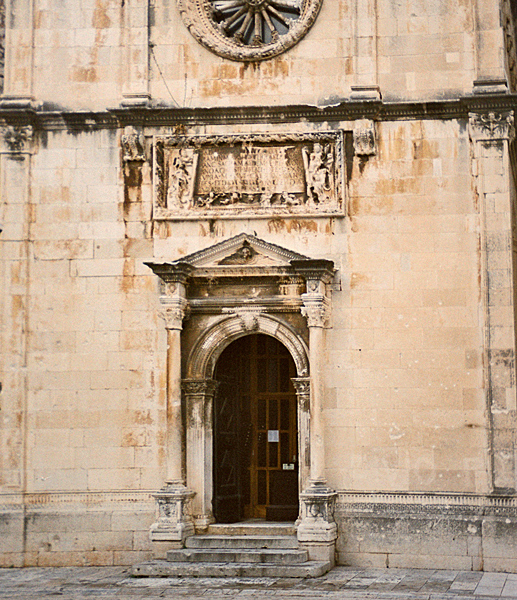
Entrada principal con una inscripción.

La iglesia fue construida por orden del Senado local en gratitud  a que la ciudad no fue destruida en el terremoto que asoló Dubrovnik en esa época. La inscripción monumental sobre la entrada principal en la fecha testifica este hecho. La construcción se inició en 1520 y estuvo a cargo del arquitecto Petar Andrijich de Korchula. El edificio fue completado en 1528.

## Arquitectura
La iglesia cuenta con una nave con una bóveda de crucería gótica. Las ventanas laterales también son góticas, con los arcos apuntados típicos. No obstante, la fachada principal posee elementos del Renacimiento en el portal; mientras que el techo y el ábside semicircular revelan un estilo renacentista.
En 1667, Dubrovnik sufrió un fuerte sismo. En esta ocasión, se produjo un colapso considerable en toda la ciudad. Felizmente, la iglesia de San Salvador soportó el desastre, por lo que hoy en día se puede ver en su forma original como un ejemplo de la arquitectura renacentista de la ciudad.